# Nazionale maschile under 15 di baseball della Polonia
La nazionale maschile under 15 di baseball polacca rappresenta la Polonia nelle competizioni internazionali di età non superiore ai quindici anni.

## Piazzamenti

### Europei
- 1994 :  3°